# Café Society
Café Society är en amerikansk romantisk dramakomedifilm från 2016, skriven och regisserad av Woody Allen. I filmen medverkar Jeannie Berlin, Steve Carell, Jesse Eisenberg, Blake Lively, Parker Posey, Kristen Stewart, Corey Stoll och Ken Stott.

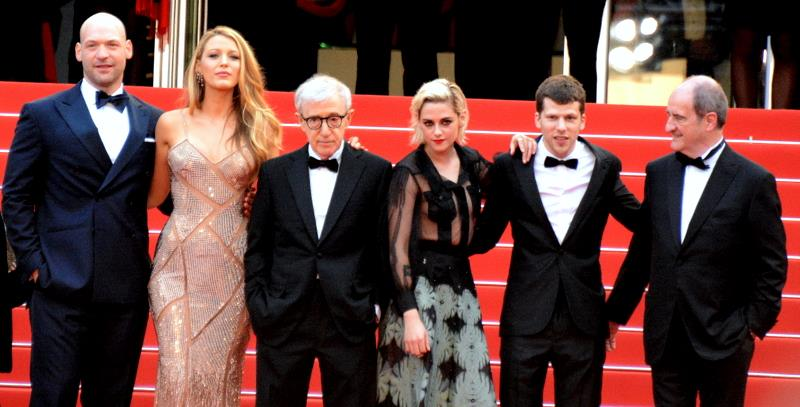
Woody Allen och några av skådespelarna som medverkar i filmen i Filmfestivalen i Cannes 2016.